# مصطفى محرم
مصطفى محرم ( 6 يونيو 1939 - 22 أبريل 2021) كاتب وسيناريست مصري، عمل في مقتبل حياته في قسم القراءة في شركة فيلمنتاج للإنتاج السينمائي، ثم اتجه لكتابة السيناريو للأفلام السينمائية، منها: (ليل وقضبان، أهل القمة، ليلة القبض على فاطمة، الحب فوق هضبة الهرم)، واتجه منذ منتصف التسعينيات نحو الكتابة للدراما التليفزيونية، من مسلسلاته: (لن أعيش في جلباب أبي، عائلة الحاج متولي، ريا وسكينة، زهرة وأزواجها الخمسة).

## وفاته
توفي يوم الخميس 22 أبريل 2021 ميلاديّا، الموافق 10 رمضان 1442 هجريّا، عن عمر ناهز 82 عامًا بعد أن تعرض لوعكة صحية نقل على إثرها إلى العناية المركزة.

## وصلات خارجية
- مصطفى محرم على موقع IMDb (الإنجليزية)
- مصطفى محرم على موقع الدهليز
- مصطفى محرم على موقع قاعدة بيانات الأفلام العربية
- مصطفى محرم على موقع قاعدة بيانات الفيلم (الإنجليزية)